# Jonibek Otabekov
Jonibek Otabekov (Provincia de Kashkadar, 22 de enero de 1994) es un luchador uzbeco de lucha grecorromana. Ganó la medalla de plata en el Campeonato Asiático de 2015.